# 森雅守
森 雅守（もり まさもり、1858年4月4日〈安政5年2月21日〉 - 1894年〈明治27年〉5月20日）は、日本の陸軍軍人。陸士旧3期。
上原勇作元帥・楠瀬幸彦中将と共に、「陸士旧3期の三羽烏」と呼ばれた秀才であったが、留学先のイタリアで自殺した。最終階級は陸軍砲兵少佐。

## 生涯
会津藩士・森裕衛の長男として、若松に生まれた。旧名は寅之助。幼少時代から勉学に優れ、斗南時代には知藩事である松平容大の嘉賞を受けた。柴五郎（のち陸軍大将）と共に青森県庁の給仕となり、上京する機会をうかがっていた。上京を果たした森は、陸軍幼年学校生徒に合格した。1879年（明治12年）に陸軍砲兵少尉に任官し、翌年に陸士旧3期を卒業。共に会津藩出身の柴五郎大将は斗南時代から行動を共にした陸士同期生である。
陸士旧3期では、楠瀬幸彦（のち陸軍中将）が砲兵科の首席、上原勇作（のち元帥陸軍大将）が工兵科の首席であったが、森も砲兵科の優等卒業者であり、楠瀬・上原・森の3名は「陸士旧3期の三羽烏」と呼ばれた。1881年（明治14年）、楠瀬・上原と共にフランス留学を命じられ、フランス陸軍砲兵連隊で戦術を学んだ。
4年後に帰国し、抜擢によって砲兵射的学校教官兼教導中隊長に就任。1890年（明治23年）に陸軍砲兵少佐に進級して、砲兵第5連隊大隊長。
次いで東京砲兵工廠検査官に転じた。同じ頃、上原・楠瀬・柴らは参謀本部に引き抜かれて行った。1892年（明治25年）、別役成義（陸軍少将）の次女の幸重と結婚。
結婚の翌年の1893年（明治26年）にイタリアへ留学し、観測器（火薬とも）の研究に従事していたが、失踪し、エルバ島のホテルにおいて軍服着用の正装で自殺しているのが発見された。自殺の理由は「発狂」とされた。

## 親族
森には三人の弟がおり、森の死後は、いずれも陸士同期生の上原の支援を受けた。
- 雅治 - 次弟。島田泰夫（内務省大書記官）の養子となり司法省法学校に入ったが、在学中に病没。
- 左武 - 三弟。陸軍歩兵少佐。日露戦争で戦死。
- 梧六 - 末弟。陸軍砲兵大佐。日露戦争、青島攻略戦に出征。予備役編入後は第二高等学校図書主任を務めた[7]。後妻は、古谷清（陸軍中将）の妹[7]。

日露戦争中、上原が夫人に宛てた手紙に、左武や梧六の安否が記載されている。